# ALGOL
ALGOL ( /ˈælgɒl,_-gɔːl/; abreviatura de Algorithmic Language, "lenguaje algorítmico") es una familia de lenguajes de programación imperativos desarrollados originalmente en 1958. ALGOL influyó profundamente en muchos otros lenguajes posteriores que sí alcanzaron gran difusión, como Pascal, C y Ada; también fue el método estándar para la descripción de algoritmos utilizado por la Association for Computing Machinery (ACM) en libros de texto y fuentes académicas durante más de treinta años.
Hacia 1965 dos corrientes se distinguieron sobre el tema de un sucesor para Algol. Como resultado se definieron los lenguajes Algol W que es un lenguaje minimalista, rápidamente implementado y distribuido y, por otra parte, Algol 68 que para la época estaba en la frontera entre un lenguaje para programar en él y un lenguaje para investigar sobre él.

## Ejemplo de programa en ALGOL 60
procedure Absmax(a) Dimensiones:(n, m) Resultado:(y) Subíndices:(i, k);
value n, m; array a; integer n, m, i, k; real y;
comment De la matriz a se toma el elemento con el valor absoluto mayor y se coloca en y.
Los subíndices del elemento se colocan en i y k;
begin integer p, q;
y:= 0; i:= k:= 1;
for p:= 1 step 1 until n do
for q:= 1 step 1 until m do
if abs(a[p, q]) > y then
begin y:= abs(a[p, q]);
i:= p; k:= q
end
end Absmax

## Algol W
Lenguaje elaborado diseñado por Niklaus Wirth y Tony Hoare a partir de los trabajos del grupo ALGOL de la IFIP. Se trata de un lenguaje conciso, simple de implementar, que evita todos los defectos conocidos del lenguaje Algol e incluye sus propias características adicionales. Sin embargo, el grupo Algol no lo adoptó como sucesor de Algol prefiriendo en su lugar al que terminó siendo Algol 68. Algol W fue utilizado por gran cantidad de usuarios y sembró el camino para el nacimiento del lenguaje Pascal.
Entre las características del lenguaje se destacan: Aritmética de doble precisión, números complejos, Strings y estructuras de datos dinámicas, evaluación por valor, pasaje de parámetros por valor, valor resultado o resultado.

## Algol 68
La definición del lenguaje fue presentada en la reunión del comité ALGOL de la IFIP en 1965. Después de varios años de revisión del diseño se llegó a una versión definitiva en 1968. El principal autor es Adriaan van Wijngaarden.
Los objetivos principales de ALGOL 68 son permitir comunicar algoritmos, permitir una eficiente ejecución de los mismos en diferentes arquitecturas y servir como herramienta para la enseñanza.
Una característica interesante de ALGOL 68 es que su semántica fue definida formalmente antes de ser implementado en base al formalismo llamado gramáticas de dos niveles. 

### Ejemplo de programa en Algol 68
```
proc absmax=(ref[]real a)real:
begin   
  int i, k; real y:=0;
  comment De la matriz a se toma el elemento con el valor absoluto mayor y se coloca en y. x
          Los subíndices del elemento se colocan en i y k;peme comment
  i:= k:= 1⌊a;     
  for p from  1⌊a by 1 to 1⌈a  do
    for q from 2⌊a by 1 to 2⌈a do
      if abs a[p, q] > y then           
         y:= abs a[p, q];
         i:= p; k:= q
      fi
    od
  od;
  y
end
```

| Algol68 Versión de manual int sum sq:=0; for i while sum sq≤1000 do sum sq+:=i↑2 od | Código para el compilador de 7-bit/ascii INT sum sq:=0; FOR i WHILE sum sq<=1000 DO sum sq+:=i**2 OD | Código para el compilador de 6-bits/byte .INT SUM SQ:=0; .FOR I .WHILE SUM SQ.LE 1000 .DO SUM SQ.PLUSAB I.UP 2 .OD |